# De Mäkelbörger
Die Unternehmensgruppe De Mäkelbörger Backwaren GmbH war ein deutscher Backwarenhersteller.

## Geschichte
Die Gründung erfolgte 1969 und wurde 1991 privatisiert. Die Herstellung von tiefgekühltem Brot, Brötchen und Konditoreiprodukten nahm man 1997 auf. Das Unternehmen übernahm 2003 die Greifswalder Bäckerei Schulz, einen neuen Produktionsstandort mit 10 Filialen. Ein Jahr später wurde das Tochterunternehmen „Der Havelbäcker“ in Wustermark bei Berlin als dritter Produktionsstandort gegründet. Eine vierte Produktionslinie nahm man 2008 mit der Bio-Bäckerei Gut Falkenhof auf. Im Juni 2011 wurde die pro-hav GmbH, eine 100%ige Tochter der De Mäkelbörger Backwaren GmbH, gegründet. Mit der Übernahme der Handwerksbäckerei in der Prenzlauer Promenade erweiterte sich das Filialnetz um 85 Franchise-Filialen im Großraum Berlin.
Am 1. Juli 2014 wurde das Schutzschirmverfahren aufgehoben und formal ein Insolvenzverfahren eröffnet.
Am 24. Dezember 2014 schloss die letzte Filiale der Bäckerei.
Das Unternehmen wurde vom Pasewalker Unternehmen Lila Bäcker übernommen.
Durch den Zusammenschluss entstand eine Bäckereigruppe mit einem Umsatz von rund 150 Millionen Euro, mehr als 3.000 Arbeitsplätzen und 500 Filialen im Nordosten Deutschlands.

## Struktur
Der Konzern „De Mäkelbörger“ besaß zwei Produktionsstätten in Neubrandenburg und Wustermark. Es wurden 130 eigene und 60 von Franchisenehmern geführte Filialen (Stand 31. Januar 2014) in Mecklenburg-Vorpommern, Berlin und Brandenburg versorgt. Des Weiteren wurden Discounter und weitere Kunden beliefert. In Zusammenarbeit mit der Neubrandenburger Hochschule Fachbereich Lebensmitteltechnologie sowie dem Technologiezentrum Neubrandenburg wurden neue Produkte hergestellt.
Zu „De Maekelboerger“ gehörten das „Kornhus“ mit den Standorten in Neustrelitz, Neubrandenburg und Stralsund. Durch ein Kunden-Preisausschreiben kam es zu diesem Namen. Das erste Kornhus entstand in der ehemaligen Vierrademühle in Neubrandenburg. Dort wurden rustikale Speisen und Getränke sowie Spezialitäten aus der Region angeboten.